# Уилям Какстън
Уилям Какстън (на английски: William Caxton) е английски издател, търговец и преводач.
Роден е около 1422 година в Кент и от ранна възраст се занимава с търговия, първоначално в Лондон, а след това в Брюге, достигайки до поста управител на Компанията на търговците авантюристи от Лондон. В Брюге Какстън притежава една от ранните печатници и, насърчаван от бургундската херцогиня Маргарита Йоркска, през 1471 година превежда на английски „Сборник от истории за Троя“ на Раул Льофевр. Заради голямото търсене на книгата, през 1476 година той създава в Уестминстър първата печатница в Англия. През следващите години издава там други свои преводи и множество книги на класически и съвременни автори, сред които са първите печатни издания на „Кентърбърийски разкази“ на Джефри Чосър.
Уилям Какстън умира около 1492 година в Лондон.